# غيل جيفرسون
غيل جيفرسون (بالإنجليزية: Gail Jefferson)‏ هي لغوية أمريكية، ولدت في 22 أبريل 1938 في آيوا سيتي في الولايات المتحدة، وتوفيت في 21 فبراير 2008 في هولندا في مملكة هولندا بسبب سرطان.